# Józef Woźniak (1903–1973)

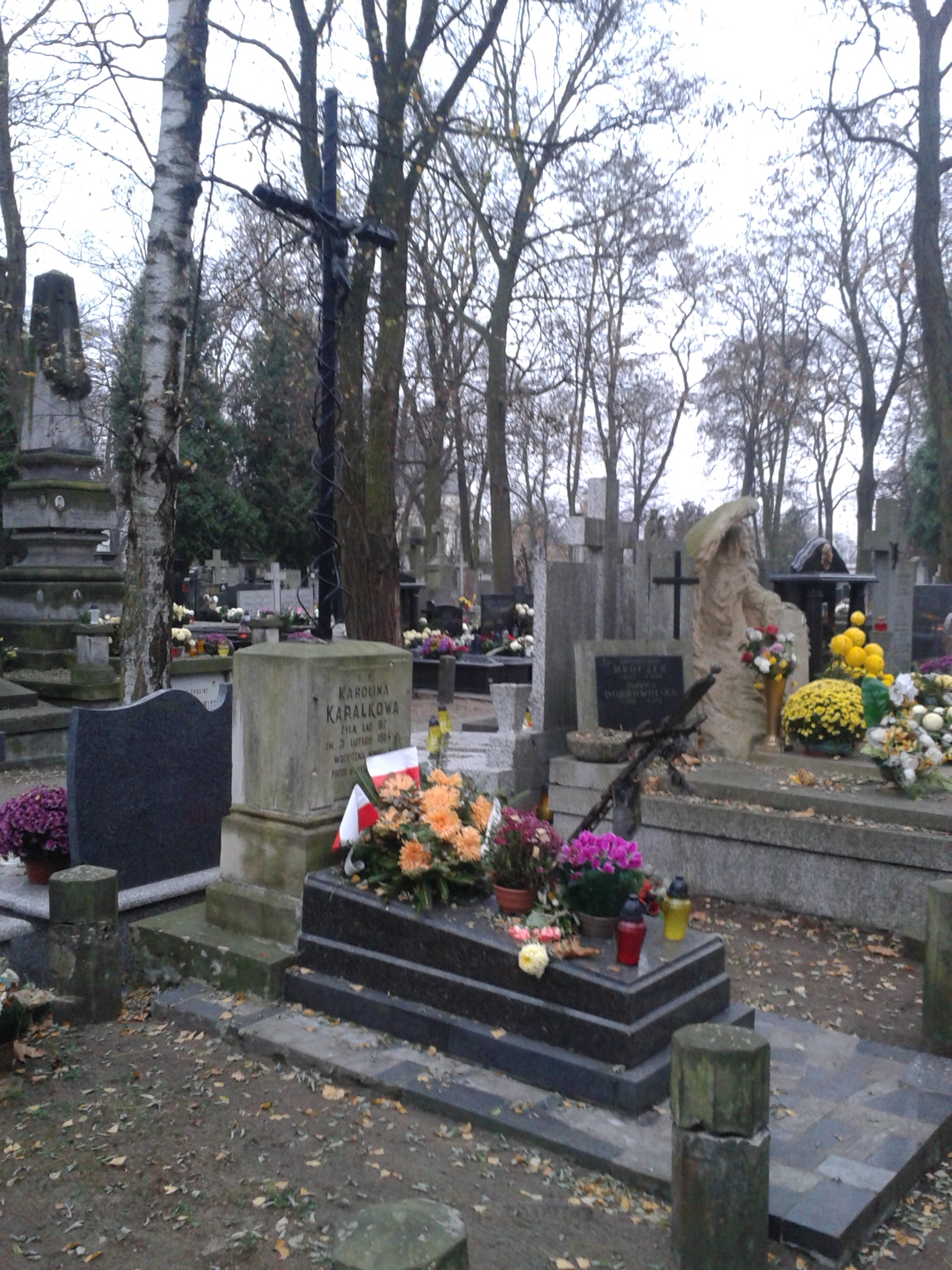
Grób księdza Józefa Woźniaka na cmentarzu Bródnowskim

Józef Woźniak (ur. 25 stycznia 1903 w Radomsku, zm. 10 kwietnia 1973 w Warszawie) – polski ksiądz rzymskokatolicki związany z warszawskim Bródnem i Targówkiem, zasłużony dla lokalnej społeczności.

## Życiorys
W rodzinnym mieście ukończył gimnazjum o profilu humanistycznym i w 1924 przeprowadził się do Warszawy, gdzie rozpoczął pracę w „Gazecie Warszawskiej”. Trzy lata później wstąpił do seminarium duchownego, po ukończeniu którego otrzymał 11 października 1931 święcenia kapłańskie. Następnie został skierowany na Uniwersytet Gregoriański w Rzymie, gdzie rozpoczął studia zakończone otrzymaniem tytułu licencjata prawa kanonicznego. Po powrocie do Polski w 1934 został skierowany do posługi w Żyrardowie, a po dwóch latach do parafii Matki Bożej Różańcowej na warszawskim Bródnie. Podczas okupacji hitlerowskiej zasłynął odwagą i męstwem, gdy mimo zagrożenia ze strony wroga głosił patriotyczne kazania podsycając w parafianach ducha polskości. Nie bacząc na ostrzał prowadził kondukty i celebrował pogrzeby. Był żołnierzem I Rejonu Armii Krajowej, odbierał przysięgi od żołnierzy Służby Zwycięstwu Polski (później ZWZ). Pomagał w transporcie broni, kolportował ulotki i brał udział w wystawianiu fikcyjnych metryk dzieciom z Zamojszczyzny. W 1949 został przeniesiony do parafii w Milanówku, a po ośmiu latach do kościoła w Drwalewie. W 1964 powrócił do Warszawy, do parafii Chrystusa Króla na Targówku. Zmarł w wieku 70 lat na nowotwór płuc, pochowany został na cmentarzu Bródnowskim (kw. 13A-2-7).